# سیندک
سیندک (به انگلیسی: Saindak) یک شهر در پاکستان است که در ایالت بلوچستان واقع شده‌است.